# Death by Numbers
Death by Numbers é um curta-metragem documental americano de 2024 coproduzido e dirigido por Kim A. Snyder. O filme em que uma sobrevivente de um tiroteio escolar confronta seu agressor em uma jornada poética para o empoderamento teve sua estreia mundial em 5 de outubro de 2024 no Festival Internacional de Cinema de Hamptons. Mais tarde, foi exibido no Festival de Cinema de Woodstock em 19 de outubro.
Em 23 de janeiro de 2025, foi indicado ao prêmio de melhor documentário de curta-metragem no 97º Oscar.

## Elenco
- Sam Fuentes
- Ivy Schamis

## Lançamento
Death by Numbers teve sua estreia mundial no 32º Festival Internacional de Cinema de Hamptons em 5 de outubro de 2024.
Em 19 de outubro, foi apresentado no 25º Festival de Cinema de Woodstock como evento especial.
O filme foi exibido no Doc NYC em 20 de novembro de 2024 no programa Short Caretakers.
Em dezembro de 2024, foi pré-selecionado para o prêmio de melhor documentário de curta-metragem no 97º Oscar.

## Prêmios e indicações
| Premiação               | Data de cerimônia     | Categoria                             | Recipiente(s)    | Resultado | Ref.          |
| ----------------------- | --------------------- | ------------------------------------- | ---------------- | --------- | ------------- |
| Montclair Film Festival | 27 de outubro de 2024 | Short Film Jury Awards                | Death by Numbers | Venceu    | [ 11 ] [ 12 ] |
| Oscar                   | 2 de março de 2025    | Melhor documentário de curta-metragem | Death by Numbers | Pendente  | [ 4 ] [ 13 ]  |